# Moto orbitale
In cinematica, il moto orbitale, o moto centrale, è il moto caratterizzato dalla presenza di una accelerazione centripeta, legata alla presenza di una forza centrale, che attrae il corpo, o il punto materiale, orbitante verso il corpo centrale.
L'energia cinetica posseduta dal corpo orbitante garantisce la stabilità dell'orbita. A parità di altri parametri, all'aumentare della velocità del corpo orbitante, aumenta la distanza media tra i due corpi. Perturbazioni indotte sulla velocità del corpo orbitante spingono il corpo verso una nuova orbita. Per un valore di velocità nullo, la distanza tra i due corpi è nulla, cioè collidono a causa della forza di interazione. In ogni momento la velocità è tangenziale all'orbita e il vettore che la rappresenta può essere composto in una componente radiale ed una ortogonale ad essa.
Nel caso in cui la componente radiale sia costantemente nulla, il moto centrale assume le caratteristiche di un moto circolare uniforme, ovvero un moto caratterizzato da un'orbita circolare, mentre nel caso in cui la componente radiale oscilli in intensità e direzione, il moto centrale assume le caratteristiche di un moto ellittico, ovvero un moto che segue un'orbita ellittica. Qualora la componente radiale sia pari a un certo valore critico, chiamato velocità di fuga, il corpo orbitante si allontanerà indefinitamente dal corpo centrale, poiché il moto centrale avrà assunto le caratteristiche di un moto parabolico, vale a dire un moto lungo una traiettoria parabolica. Se la componente radiale supera il valore della velocità di fuga il corpo orbitante si allontanerà dal corpo centrale con un moto iperbolico, vale a dire un moto che avviene lungo una traiettoria iperbolica.

## Formule per il moto centrale di Binet
Si consideri un punto materiale che abbia un'accelerazione centripeta {\displaystyle \mathbf {a} _{c}} verso un punto fisso del sistema di riferimento in coordinate polari {\displaystyle (r,\theta )} in esame. Poiché si è in presenza di un moto piano, le equazioni che descrivono la velocità tangenziale {\displaystyle \mathbf {v} _{\theta }} e l'accelerazione centripeta {\displaystyle \mathbf {a} _{c}} sono:
{\displaystyle {\begin{aligned}&\mathbf {v} _{\theta }=2\|{\dot {\mathbf {A} }}\|\left(-{\frac {\mathrm {d} k}{\mathrm {d} \theta }}{\hat {\mathbf {N} }}+k{\hat {\mathbf {T} }}\right)\\&\mathbf {a} _{c}=-4{\dot {A}}^{2}\,k^{2}{\hat {\mathbf {N} }}\left({\frac {\mathrm {d} ^{2}k}{\mathrm {d} \theta ^{2}}}+k\right)\\\end{aligned}}}
dove {\displaystyle k=1/r} è la curvatura normale istantanea della traiettoria, {\displaystyle {\hat {\mathbf {N} }}} sarebbe il versore normale, che coincide in ogni istante con quello radiale,  {\displaystyle {\hat {\mathbf {T} }}} è il versore tangenziale e {\displaystyle {\dot {\mathbf {A} }}} è la velocità areolare. In queste condizioni, il momento meccanico specifico {\displaystyle \mathbf {c} } risulta nullo, pertanto si ha:
{\displaystyle 0=\mathbf {c} =\mathbf {a} _{c}\times \mathbf {r} ={\frac {\mathrm {d} \mathbf {v} _{\theta }}{\mathrm {d} t}}\times \mathbf {r} ={\frac {\mathrm {d} (\mathbf {v} _{\theta }\times \mathbf {r} )}{\mathrm {d} t}}-\mathbf {v} _{\theta }\times {\frac {\mathrm {d} \mathbf {r} }{\mathrm {d} t}}={\frac {\mathrm {d} (\mathbf {v} _{\theta }\times \mathbf {r} )}{\mathrm {d} t}}-{\cancel {\mathbf {v} _{\theta }\times \mathbf {v} _{\theta }}}={\frac {\mathrm {d} (\mathbf {v} _{\theta }\times \mathbf {r} )}{\mathrm {d} t}}={\frac {\mathrm {d} \mathbf {h} }{\mathrm {d} t}}}
Ciò equivale a dire che il momento angolare orbitale specifico {\displaystyle \mathbf {h} } è costante nel tempo:
{\displaystyle \mathbf {h} =\mathbf {v} _{\theta }\times \mathbf {r} =2\|{\dot {\mathbf {A} }}\|\left(-{\frac {\mathrm {d} k}{\mathrm {d} \theta }}{\hat {\mathbf {N} }}+k{\hat {\mathbf {T} }}\right)\times (r{\hat {\mathbf {N} }})=2\|{\dot {\mathbf {A} }}\|{\hat {\mathbf {T} }}\times {\hat {\mathbf {N} }}=2\|{\dot {\mathbf {A} }}\|{\hat {\mathbf {B} }}}
dove {\displaystyle {\hat {\mathbf {B} }}} è il versore binormale, ricordando che {\displaystyle \mathbf {h} } è linearmente dipendente da {\displaystyle \mathbf {t} } e da {\displaystyle \mathbf {n} } stesso. Ma allora risulta nullo il prodotto misto:
{\displaystyle 0=\mathbf {v} \times \mathbf {r} \cdot \mathbf {r} =2{\dot {A}}\mathbf {b} \cdot \mathbf {r} }
e quindi {\displaystyle \mathbf {r} } rimane sul piano passante per O che ha inclinazione costante in quanto normale a {\displaystyle \mathbf {b} }.

### Dimostrazione
La dimostrazione delle due formule di Binet segue dalla regola della catena, ricordando che {\displaystyle {\boldsymbol {\omega }}={\frac {2{\dot {\mathbf {A} }}}{r^{2}}}}
{\displaystyle \mathbf {v} ={\frac {\mathrm {d} r}{\mathrm {d} \theta }}{\frac {\mathrm {d} \theta }{\mathrm {d} t}}={\frac {\mathrm {d} r}{\mathrm {d} \theta }}{\frac {2{\dot {\mathbf {A} }}}{r^{2}}}=-2{\dot {\mathbf {A} }}{\frac {\mathrm {d} (1/r)}{\mathrm {d} \theta }}=-2{\dot {\mathbf {A} }}{\frac {\mathrm {d} k}{\mathrm {d} \theta }}}
Ora, in generale per un moto piano:
{\displaystyle \mathbf {v} ={\dot {r}}\mathbf {n} +{\dot {\theta }}r\mathbf {h} =-2{\dot {A}}{\frac {dk}{d\theta }}\mathbf {n} +2{\dot {A}}k\mathbf {h} =2{\dot {A}}\left(-{\frac {dk}{d\theta }}\mathbf {n} +k\mathbf {h} \right)}
Ma allora la derivata seconda vale:
{\displaystyle {\ddot {r}}=-2{\dot {A}}{\frac {d^{2}({\frac {1}{r}})}{{d\theta }^{2}}}{\frac {d\theta }{dt}}=-{\frac {4{\dot {A}}^{2}}{r^{2}}}{\frac {d^{2}({\frac {1}{r}})}{{d\theta }^{2}}}}
Quindi, per un moto centrale:
{\displaystyle \mathbf {a} =({\ddot {r}}-r{\dot {\theta }}^{2})\mathbf {n} =\left(-{\frac {4{\dot {A}}^{2}}{r^{2}}}{\frac {d^{2}k}{{d\theta }^{2}}}-{\frac {4{\dot {A}}^{2}}{r^{3}}}\right)\mathbf {n} =-{\frac {4{\dot {A}}^{2}}{r^{2}}}\left({\frac {d^{2}k}{{d\theta }^{2}}}+k\right)\mathbf {n} }

## Esempi
Esempi di moto orbitale un corpo celeste intorno al corpo padre, sia il moto di un elettrone intorno al nucleo di un atomo secondo il modello atomico di Rutherford, che rappresenta gli elettroni come particelle orbitanti attorno al nucleo atomico, motivo per il quale viene anche detto modello planetario, e il modello atomico di Bohr. In meccanica quantistica il moto orbitale contribuisce al momento angolare, ma ci sono anche altri contributi, come il contributo di spin.